# Солето
Солѐто (на италиански: Soleto, на грико Sulìto, Сулито, на местен диалект Sulìtu, Сулиту) е градче и община в Южна Италия, провинция Лече, регион Пулия. Разположено е на 90 m надморска височина. Населението на общината е 5539 души (към 2010 г.).
 В това градче живее гръцко общество, което говори на особен гръцки диалект, наречен грико. Градче Солето е част от етнографическия район Салентинска Гърция.